# Будреа (Бузау)
Будреа (рум. Budrea) насеље је у Румунији у округу Бузау у општини Раковицени. Oпштина се налази на надморској висини од 403 m.

## Становништво
Према подацима из 2002. године у насељу је живело 305 становника.

### Попис2002.
| Расподела становништва по националности 2002.‍ | Расподела становништва по националности 2002.‍ | Расподела становништва по националности 2002.‍ | Расподела становништва по националности 2002.‍ | Расподела становништва по националности 2002.‍ |
| --------------------------------------------- | --------------------------------------------- | --------------------------------------------- | --------------------------------------------- | --------------------------------------------- |
|                                               |                                               |                                               |                                               |                                               |
| Румуни                                        | Румуни                                        |                                               | 287                                           | 94,1%                                         |
| Роми                                          | Роми                                          |                                               | 18                                            | 5,9%                                          |